# Palacio Patrokua

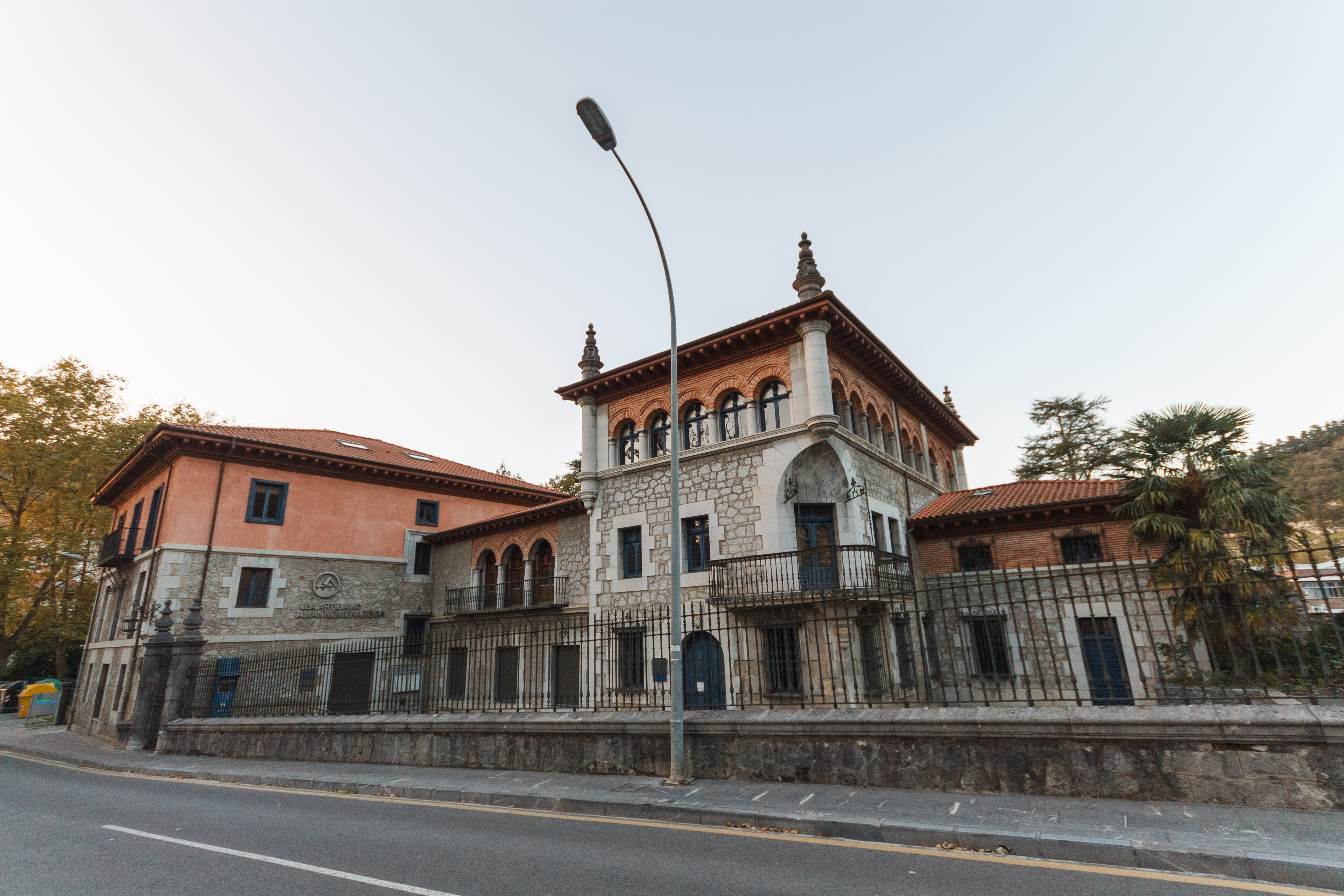
Villa Gaytán

El palacio Patrokua o Villa Gaytán de Ayala en la villa vizcaína de Marquina-Jeméin (País Vasco, España), se sitúa a escasos 100 metros de la parroquia de Santa María de Xemein, y a otros 130 del casco histórico de Markina-Xemein, una vez atravesado el puente sobre el río Urko. Se disponía dentro de una amplia parcela, cerrada por los siguientes límites: al oeste el río Urko, al sur el camino que va de Markina a Xemein, junto al que se dispone el palacio, y por este y al norte el camino que arranca desde las inmediaciones de la parroquia de Santa María, el antiguo Ayuntamiento de la anteiglesia de Xemein, y la ermita de San Miguel de Arretxinaga.
A mediados de los años 1970 se instaló allí el centro educativo Lea Artibai Ikastetxea, que ha tenido el acierto de respetar el jardín en el entorno más próximo al palacio, con especies arbóreas de apreciable valor, porte y antigüedad.
El palacio perteneció desde sus orígenes a los Barroeta y sus descendientes por la línea de los Gaytán de Ayala. La familia de los Barroeta, perteneciente a la nobleza dirigente, fue una de las más destacadas de Markina-Xemein, por su protagonismo y continuidad en el tiempo. Aproximadamente a un kilómetro al N de este palacio se encuentra el conjunto edificado perteneciente a esta familia, compuesta por: la Casa-Torre de los Barroeta, la ferrería y el molino de Oxillain, y la ermita de San Joaquín y Santa Ana. A finales del siglo XVIII emparentaron con estos los Gaytán de Ayala, que realizaron importantes obras de ampliación, y de quienes ha tomado nombre este palacio. El nombre de Patrokua parece hacer mención al patronazgo que ejercía esta familia sobre la iglesia de Xemein.
A finales del siglo XVIII, Miguel de Barroeta construyó el edificio neoclásico del extremo W, junto al río. Se trata de un volumen cúbico, que consta planta baja y dos alturas, con cubierta a cuatro aguas. Las dos primeras plantas son de mampostería, separadas por platabandas de sillares, y la última de ladrillo enfoscado. Se emplea sillería en esquinales y recerco de vanos, todos ellos adintelados. Interiormente se levanta una estructura de madera bien ordenada de cuatro crujías.
A ese edificio se le adosa por su lado este la ampliación (1927-29), encargada ya por los Gaytán de Ayala al arquitecto Emiliano Amann. En estilo neobarroco, se compone de tres volúmenes adosados. El primero es un volumen de enlace con el original neoclásico, inicialmente de una sola planta cubierta por una terraza, que tras la reforma de Joaquín de Yrizar (1945), presenta una planta más: una doble solana, con tres arcos de medio punto, de ladrillo visto, sobre columnas toscanas. Todo ello cubierto por tejado a dos aguas.
El segundo cuerpo, que es el principal, tiene tres plantas y cubierta a cuatro aguas. Las dos plantas inferiores, de mampostería, se rematan por medio de una imposta moldurada, que da paso a la última compuesta por una sucesión de arquillos de medio punto de ladrillo visto, sobre columnillas de piedra a modo de logia. Destaca en la composición de este cuerpo la ventana-balcón en esquina, bajo arco protector también en esquina, y los cuatro garitones y pináculos en los ángulos que rematan la cubierta.
El tercer volumen de la ampliación estuvo dedicado a servicios y cocinas, y por tanto es el más modesto, tanto en volumen como compositivamente. Aun así, sigue las líneas generales del resto de edificaciones, cerrando la planta baja con mampuesto, y la ganbara con ladrillo visto.
Interiormente destaca el empleo de madera de castaño en revestimientos y decoración, presente aun hoy en el edificio en diversas partes del mismo. De todos los espacios sobresale notablemente la biblioteca, instalada en la planta primera del edificio principal neobarroco, cuya decoración en este material la convierte en la más noble de todas las estancias del palacio.